# Metasarcus
Metasarcus is een geslacht van hooiwagens uit de familie Gonyleptidae.
De wetenschappelijke naam Metasarcus is voor het eerst geldig gepubliceerd door Roewer in 1913. 

## Soorten
Metasarcus omvat de volgende 2 soorten:
- Metasarcus armatipalpus
- Metasarcus bolivianus